# Carla Astolfi
Carla Astolfi (Bologna, 11 settembre 1931 – Bologna, 21 maggio 2017) è stata un'attrice italiana attiva prevalentemente in ambito teatrale.

## Biografia
Carla Astolfi nacque in via de' Coltelli, a Bologna, l'11 settembre 1931 e a soli sei anni iniziò ad avvicinarsi al teatro, grazie al padre, operaio alla Ducati, che aveva la stessa passione. Esordì poi nella compagnia teatrale di Angelo Gandolfi al Teatro Contavalli, poi al Teatro del Corso e poi nella compagnia "Cavallari-Astolfi" dove rimase per diversi anni. Venne poi notata dal capocomico Bruno Lanzarini che la fece debuttare come attrice principale a sedici anni nell'opera dialettale Al nostèr pròsum. Da questo momento in poi Astolfi iniziò a lavorare anche fuori Bologna, a Modena, Ferrara e in altre città, soprattutto nel teatro dialettale emiliano.
Collaborò con le compagnie bolognesi di Franco Frabboni, Arrigo Lucchini, col marito Vittorio Franceschini, con Guido Ferrarini nelle rassegne dialettali al Teatro Dehon e al Tivoli, fino al Teatro Alemanni con Gian Luigi Pavani dove un pubblico sempre più numeroso partecipava solo per lei.
Il regista bolognese Pupi Avati la chiamò per alcuni suoi film, tra cui La casa dalle finestre che ridono del 1976, e da quel momento Astolfi intraprese anche la carriera cinematografica spesso con ruoli marginali e rimase preponderante l'attività teatrale. Molto note inoltre furono le sue apparizioni nel film Agata e la tempesta di Silvio Soldini e in una pubblicità televisiva dei supermercati Sigma del 2004.
Fu anche nota per aver vestito i panni della Befana negli anni duemila ad ogni Epifania per la Casa dei risvegli "Luca De Nigris" di Bologna, attraversando la città in carrozza e incantando i bambini del capoluogo emiliano.
Il 3 marzo 2016 venne insignita, dall'allora sindaco di Bologna Virginio Merola che la definì "la terza torre di Bologna", il premio "Turrita d'argento" come riconoscimento alla sua carriera artistica.
A causa di problemi di salute, si ritirò a vivere gli ultimi anni nella casa di riposo dell'Istituto Sant'Anna, dove morì il 21 maggio 2017 all'età di 85 anni.

## Filmografia

### Cinema
- La mazurka del barone, della santa e del fico fiorone, regia di Pupi Avati (1975) – non accreditato
- La casa dalle finestre che ridono, regia di Pupi Avati (1976)
- Tutti defunti... tranne i morti, regia di Pupi Avati (1977)
- Il testimone dello sposo, regia di Pupi Avati (1997)
- Jolly Blu, regia di Stefano Salvati (1998)
- Gli ultimi, regia di Riccardo Marchesini - cortometraggio (2003)
- Agata e la tempesta, regia di Silvio Soldini (2004)
- ...e se domani, regia di Giovanni La Parola (2005)
- Goodbye Mr. Zeus!, regia di Carlo Sarti (2010)
- Regalo a sorpresa, regia di Fabrizio Casini (2013)

### Televisione
- È stato così, regia di Tomaso Sherman – film TV (1977)
- Jazz band, regia di Pupi Avati – miniserie TV (1978)